# 周美伍
周美伍（1958年4月15日－），中華民國海軍中將，生於高雄市左營區眷村，美國華府智庫CSIS進修、美國海軍戰爭學院、美國海軍研究院資管碩士、政大東亞所博士畢業，曾任海基會董事、海委會政務副主委兼海巡署署長、海委會代理主委、國安局駐美特派員、國防大學副校長兼戰爭學院院長、海軍司令部戰系處長、海軍168艦隊艦隊長。
出身海軍作戰體系，屬時任前海軍司令董翔龍上將愛將，後受李翔宙相中賞識而延攬至國安局任職，後又受李仲威延攬至海巡署臨危受命應變中共侵略東沙島危機管理，深受許多人重用，其政大博士論文題目：《21世紀中共海權發展及其對亞太安全之影響：決定論與路徑論的對話》，指導教授為中國國民黨籍前國安會諮詢委員邱坤玄。

## 生平
- 高雄左營眷村（自勉新村）出生，青年時隨兄長投身軍旅；其兄周美光就讀陸軍官校37期，官拜少將。[1]
- 畢業於海軍官校69年班，國立政治大學東亞研究所博士。[2]
- 曾赴美接受反潛高級軍官班訓練，就讀美國海軍戰爭學院89年班，並至美國智庫「戰略暨國際研究中心」（CSIS）進修。[3]
- 歷任海軍司令部科長、美珍艦、高雄艦及淮陽艦艦長。
- 2007年1月1日，晉任少將。
- 2007年5月29日，任海軍海洋監偵指揮部指揮官。
- 2008年1月23日，任海軍一六八艦隊艦隊長。[4][5]後任海軍司令部戰鬥系統處長、督察室督察長。[6]
- 2009年2月28日，任國防大學指揮參謀學院院長。
- 2014年4月1日，升任國防大學副校長兼戰爭學院院長。
- 2014年7月1日，晉任中將。

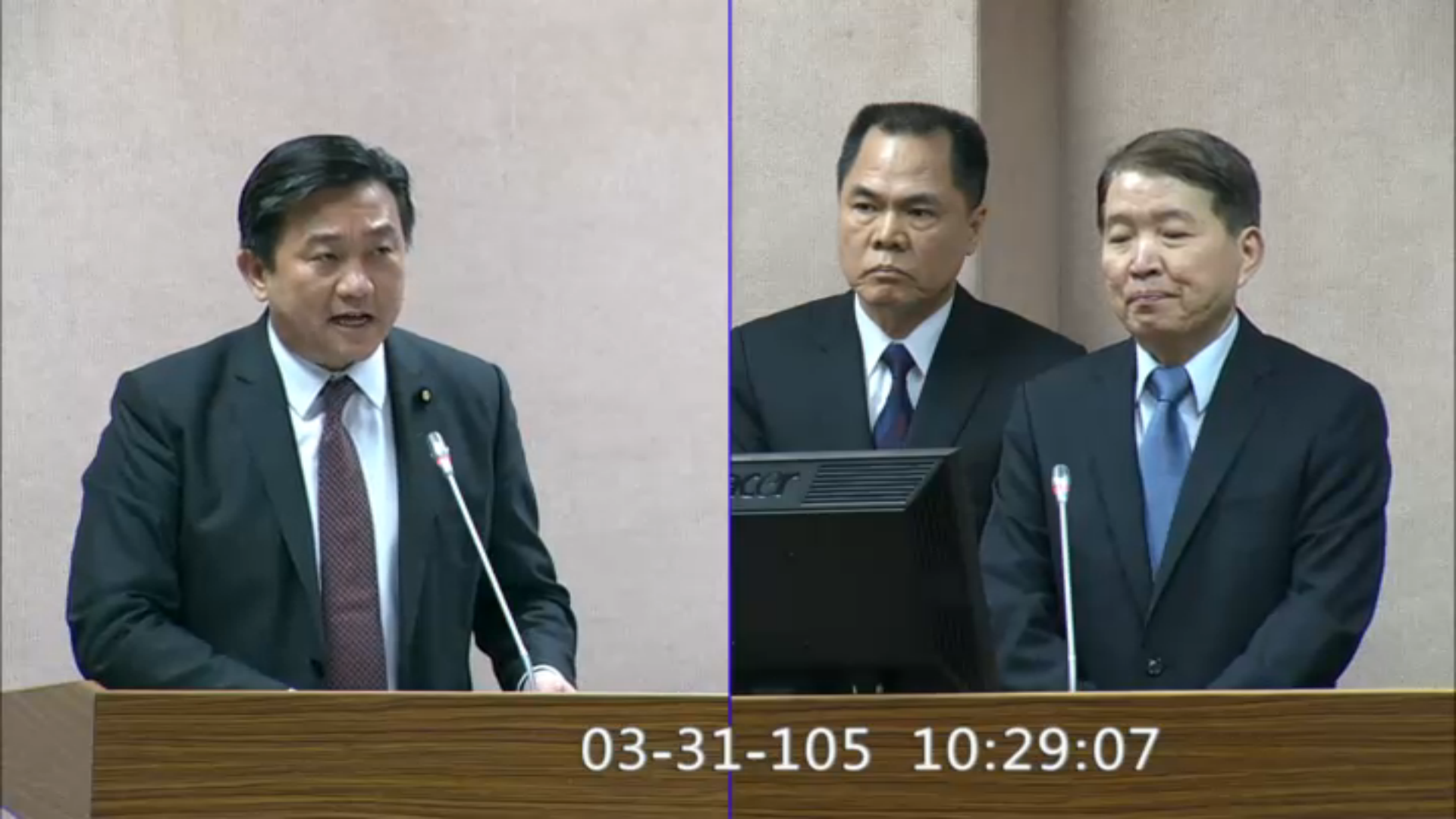
立法委員王定宇於2016年立法院外交及國防委員會質詢國防部部長高廣圻與國家安全局副局長周美伍

- 2014年8月1日，出任國家安全局中將副局長。[7][8]
- 2018年4月16日，因60歲屆齡退役，國家安全局以機要職方式聘用，與陸軍中將陳文凡對調職務，改任駐美國華盛頓特派員。[7][9]
- 2020年12月25日，行政院秘書長李孟諺表示，周美伍將接任海洋委員會政務副主任委員兼海巡署署長；外界評論係因應兩岸情勢變化及東沙的可能情勢發展有關。[2][10][11]
- 2020年12月31日，總統府發布任命令，任命周美伍為海洋委員會政務副主任委員兼海巡署署長。[12]
- 2021年3月25日，擔任海巡署署長任內，與美國海岸警衛隊簽署「設立海巡工作小組瞭解備忘錄」，媒體評論係美國反制中國《海警法》、維持區域和平穩定之舉措。[13][14]
- 2022年9月2日，海洋委員會主任委員李仲威因家庭因素請辭獲准，且政務副主任委員蔡清標亦請辭歸建，由周美伍代理主任委員職務。[15][16]
- 2024年5月17日，獲頒一等海洋專業獎章、一等海巡專業獎章、一等海育專業獎章、一等海研專業獎章。[17]
- 2024年5月20日，中華民國第16任正副總統就職及內閣改組，周美伍卸任海洋委員會政務副主任委員兼海巡署署長職務。[18]

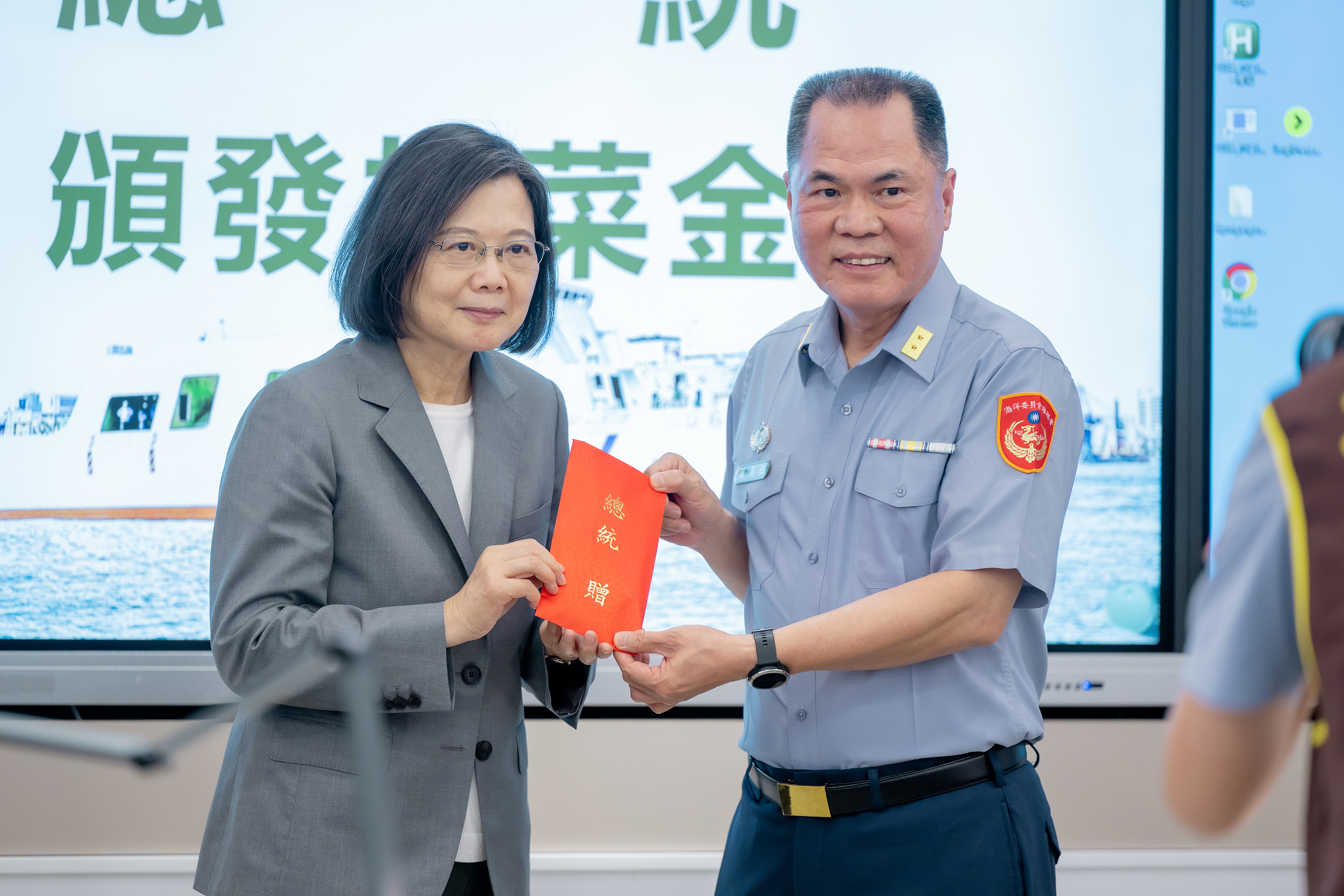
海洋委員會海巡署署長任內（攝於2023年4月18日蔡英文總統視察海巡署）